# Utagawa Yoshikazu

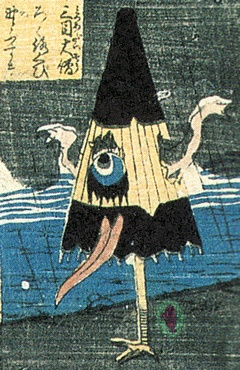
Schirm-Gespenst (Kasa-obake)

Utagawa Yoshikazu (japanisch 歌川 芳員; geb. in Edo; aktiv 1850–1870) war ein japanischer Maler im Ukiyoe-Stil während der späten Edo-Zeit bis zum Beginn der Meiji-Zeit.

## Leben und Werk
Yoshikazu wurde in Edo geboren und lebte auch dort. Er war einer der Schüler von Utagawa Kuniyoshi und gehörte zu den frühen und bedeutenden Holzschnitt-Künstlern, die sich mit den Yokohama-Bildern befassten. Seine Themen waren Ausländer und ausländische Gebräuche, aber er schuf auch Bilder von Landschaften und Kriegern. Er illustrierte auch Bücher.
Yoshikazus eigentlicher Familienname ist nicht bekannt. Er benutzte den Familiennamen seines Meisters und signierte oft als Issen Yoshikazu (一川 芳員).

## Bilder

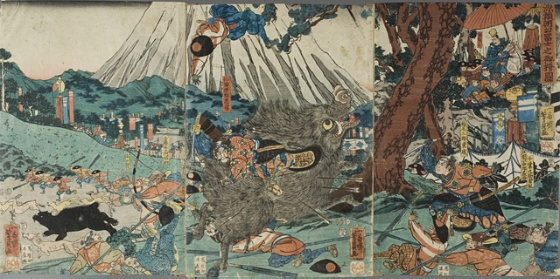
Minamoto Yoritomo auf der Jagd
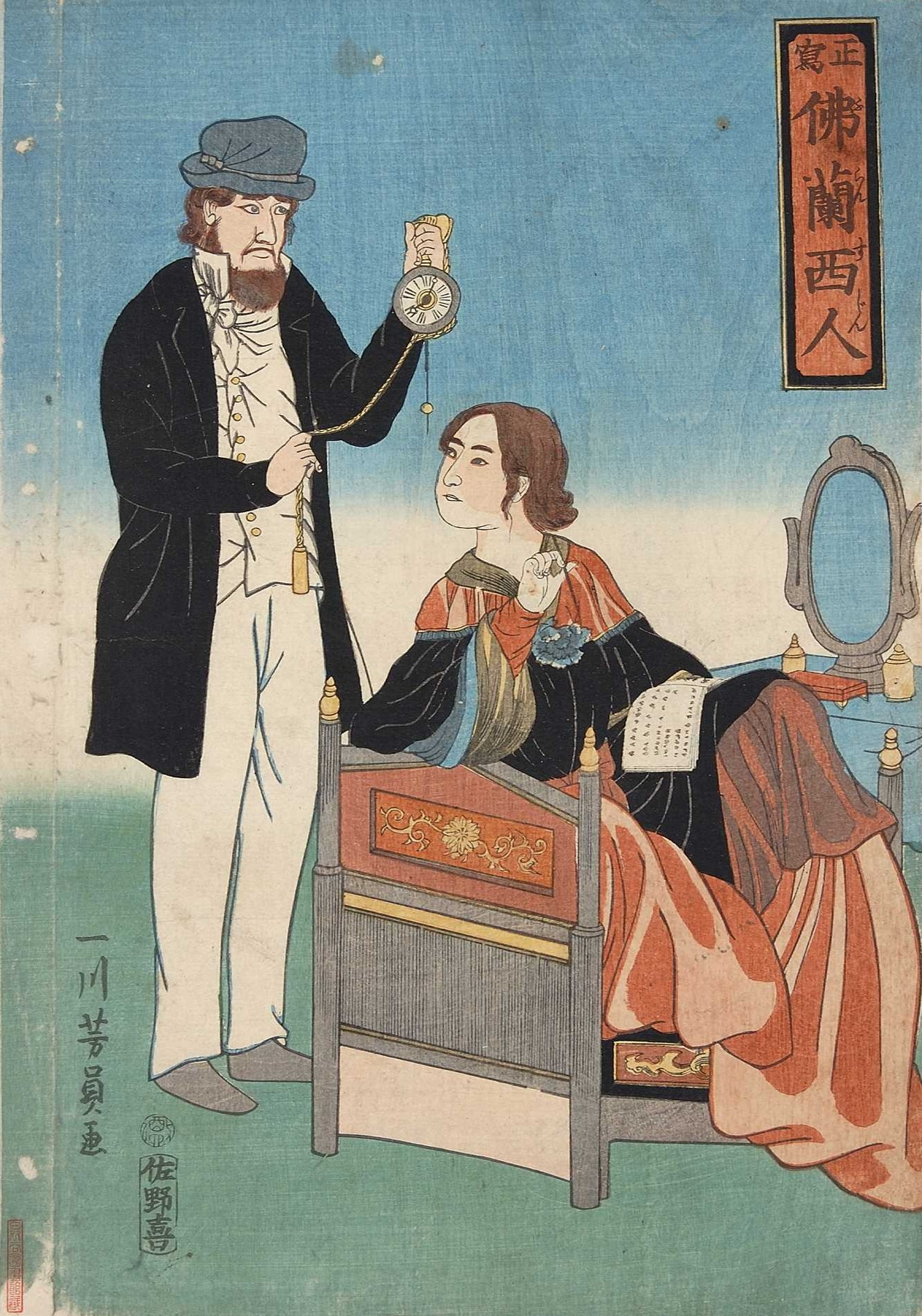
Franzosen (mit Taschenuhr)[A 2]
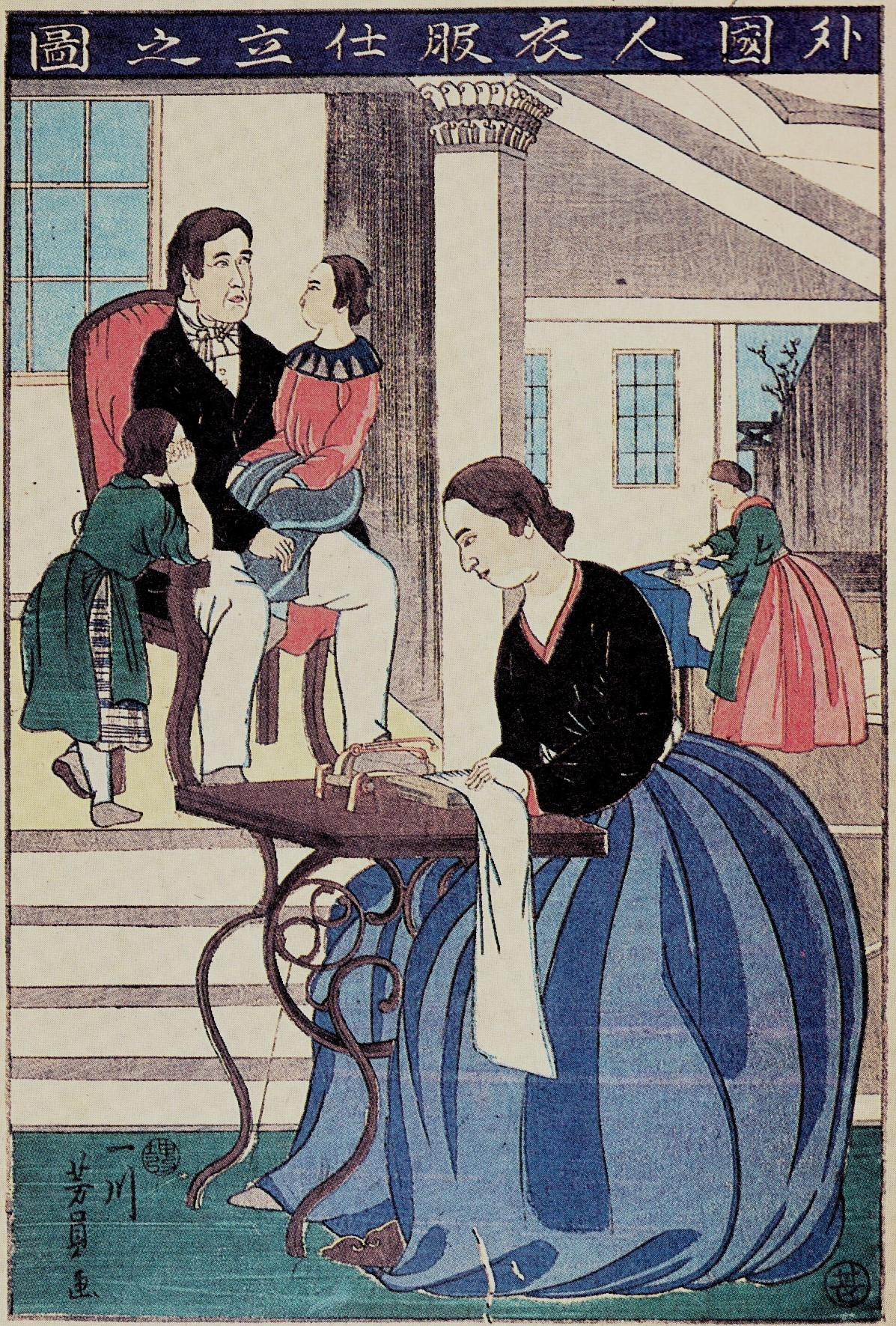
Ausländer beim Nähen
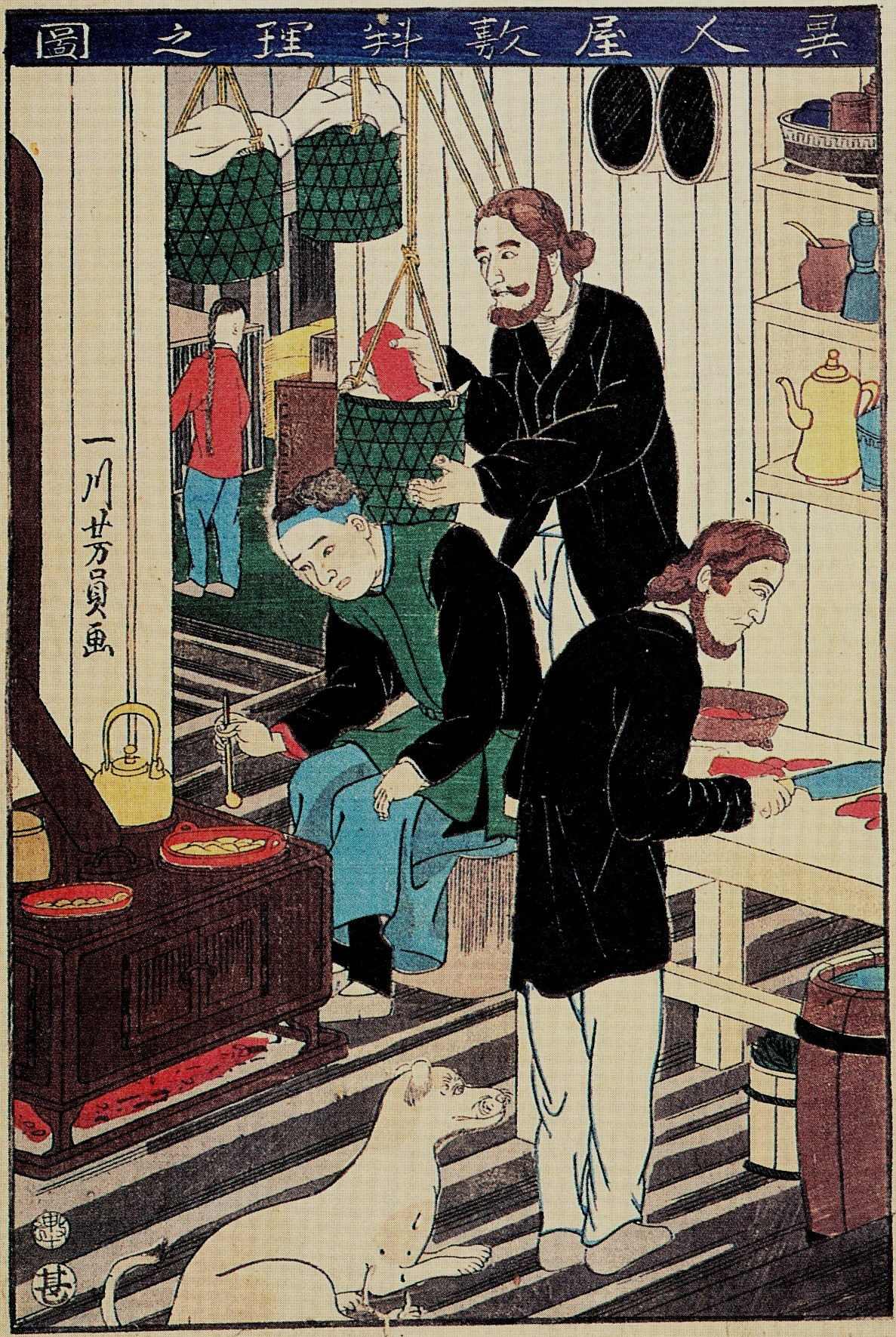
Küche im Ausländer-Restaurant[A 3]
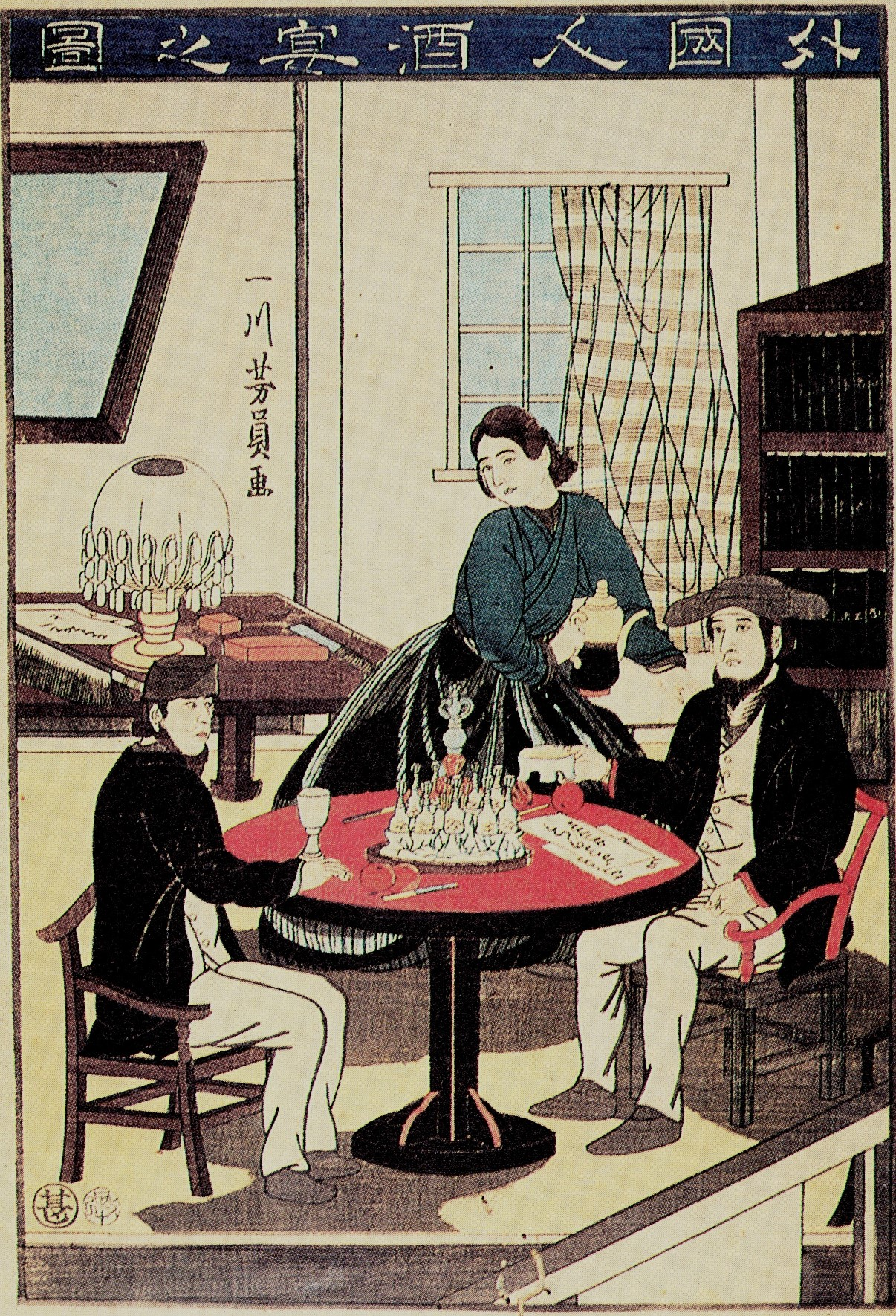
Ausländer beim Wein
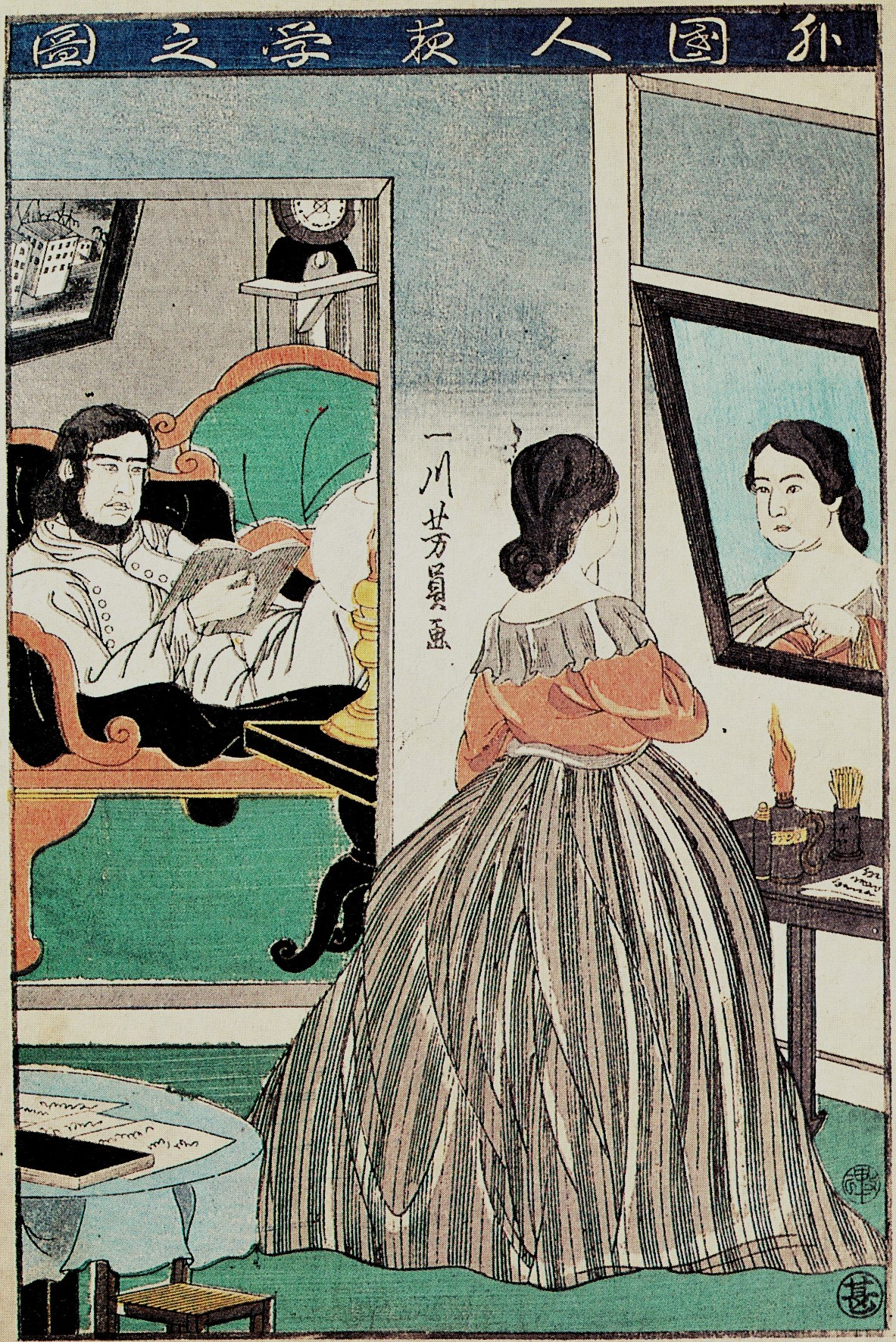
Ausländer am Abend
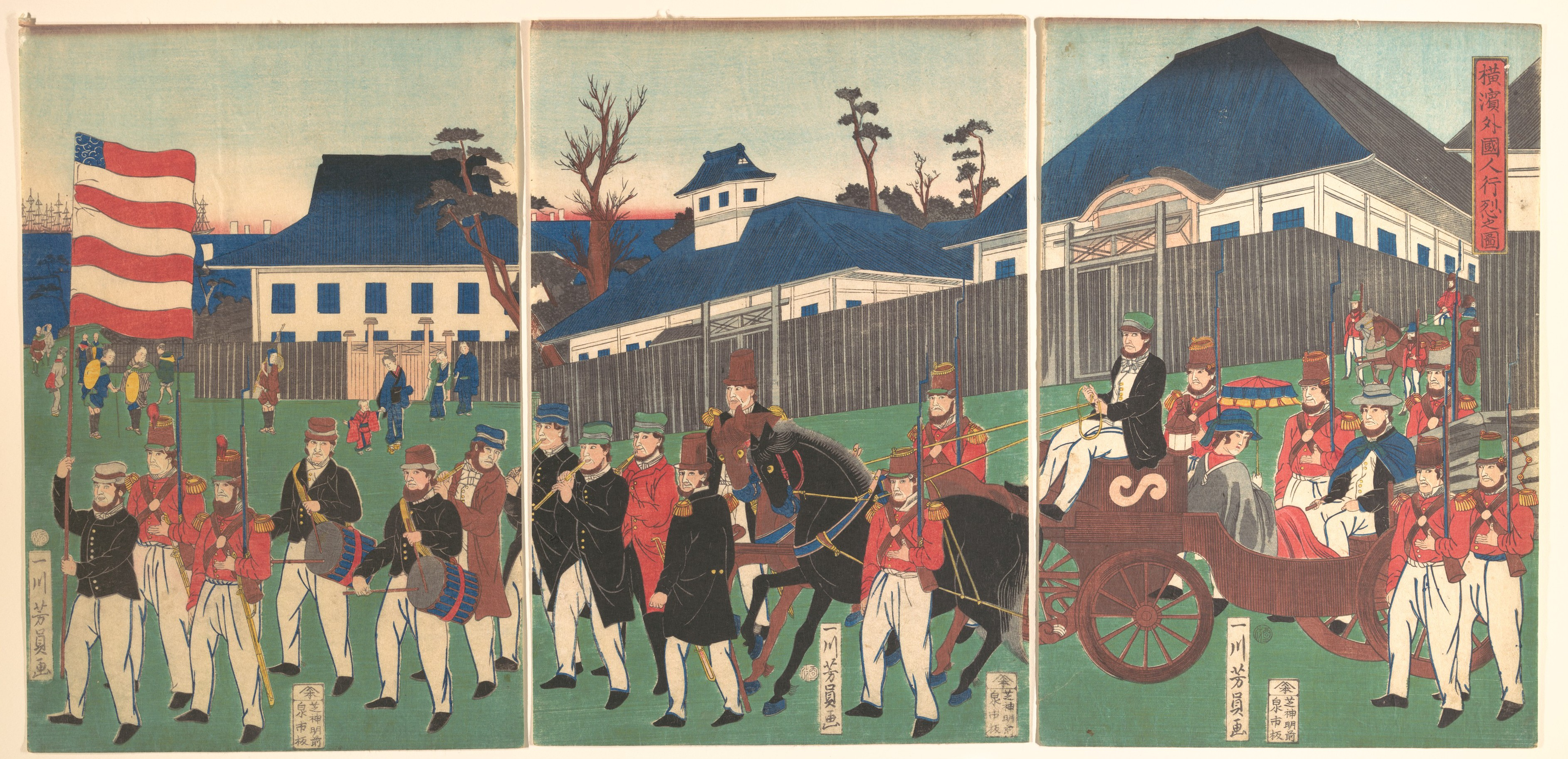
Ausländer vor dem Gankirō[A 4]